# Hemlock (Ohio)
Hemlock és una població dels Estats Units a l'estat d'Ohio. Segons el cens del 2000 tenia 142 habitants.

## Demografia
Segons el cens del 2000, Hemlock tenia 142 habitants, 48 habitatges, i 39 famílies. La densitat de població era de 144,3 habitants per km².
Dels 48 habitatges en un 45,8% hi vivien nens de menys de 18 anys, en un 66,7% hi vivien parelles casades, en un 14,6% dones solteres, i en un 16,7% no eren unitats familiars. En el 16,7% dels habitatges hi vivien persones soles el 10,4% de les quals corresponia a persones de 65 anys o més que vivien soles. El nombre mitjà de persones vivint en cada habitatge era de 2,96 i el nombre mitjà de persones que vivien en cada família era de 3,3.
Per edats la població es repartia de la següent manera: un 33,1% tenia menys de 18 anys, un 8,5% entre 18 i 24, un 33,1% entre 25 i 44, un 12,7% de 45 a 60 i un 12,7% 65 anys o més.
L'edat mediana era de 32 anys. Per cada 100 dones de 18 o més anys hi havia 82,7 homes.
La renda mediana per habitatge era de 26.250 $ i la renda mediana per família de 28.333 $. Els homes tenien una renda mediana de 28.750 $ mentre que les dones 17.917 $. La renda per capita de la població era de 7.701 $. Aproximadament el 26,3% de les famílies i el 24,3% de la població estaven per davall del llindar de pobresa.

## Poblacions més properes
El següent diagrama mostra les poblacions més properes.